# Настоятелі Києво-Печерської лаври
Настоятелі Києво-Печерської лаври — православні ченці спочатку Києво-Печерського монастиря (згодом лаври) Київської митрополії, що в різні часи мали титули ігуменів, архімандритів, священноархімандритів (настоятелів). Внаслідок реформи 1786 року митрополит Київський ставав настоятелем лаври. Втім митрополити переважно не мали достатньо часу для керівництва внутрішнім життям Києво-Печерської лаври, тим більше що резиденцією митрополії залишався собор Св. Софії. Внаслідок цього розширилися повноваження лаврського намісника: на нього і на Духовний Собор покладалася відповідальність за рішення більшості поточних монастирських справ. Намісники також отримали сан архімандрита.

## Ігумени
- Варлаам Печерський (1062 —1065)
- Феодосій I (1065 —1074)
- Прп. Стефан Волинський (1074 —1078)
- Никон Великий (1078 —1088)
- Іоанн I (1088 —1103)
- Феоктіст (1103 — 1112)
- Прохор (1113 —1124)
- Тимофій (1124 —1131)
- Пимен Посник (1132 —1141)
- Феодосій II (1142 —1156)
- Акіндин I (1156 —1159)

## Архімандрити
- Акіндин I (1159 —1164)
- Полікарп I (1165 —1182)
- Василь (1182 —1197)
- Феодосій III (1197 —1203)
- Акіндин II (1203 —1232)
- Полікарп II (1232 —1238)
- Агапіт I (1238 —1249)
- Серапіон (1249 —1274)
- Агапіт II (1274 —1289)
- Досифей (1289/1290 —1292)
- Іоанн II (1292 —1299)
- Азарія (1300 —?)
- Варсонофій (1321?)
- Максим (1335?)
- Давид (1370/1377 —1395)
- Авраамій (1395 —1397)
- Феодосій IV (1397 —1398)
- Микита (1398 —1416)
- Ігнатій I (1417 —1434)
- Никифор (1434 —1446)
- Миколай (1446 —1462)
- Макарій (1462 —1466)
- Іоанн (1466-1477)
- Йоасаф (1477 —1482)
- Феодосій V (1482 —1493)
- Філарет (1494 —1501/1503)
- Феодосій VI (1501/1503 —?)
- Сильвестр
- Вассіан Шишка (1506 —1508)
- Йона I (1508 —1509)
- Протасій I (1509 —1514)
- Ігнатій II (1514 —1524), вперше
- Антоній (1524 —1525), вперше
- Ігнатій II (1525 —1528), вдруге
- Антоній (1528 —1535), вдруге
- Геннадій (1535 —1536)
- Іоаким (1536)
- Протасій II (1536 —1538)
- Софроній (1539 —1540), вперше
- Йосип I Ревут (1540)
- Софроній (1540 —1541), вдруге
- Вассіан II (1541 —1546)
- Йоаким II (1546 —1550)
- Іларіон I (1551 —1554)
- Йосиф (1554 —1555)
- Іларіон Пісочинський (1556 —1572)
- Йона Деспотович (1572 —1574)
- Сильвестр Єрусалимець (1574 —1576)
- Мелетій Хребтович (1574 —1593)
- Никифор Тур (1593 —1599)
- Іпатій Потій (1599 —1605), унійний архімандрит, фактично не керував лаврою
- Св. Єлисей Плетенецький (1599 —1624)
- Захарія Копистенський (1624 —1627)
- Петро Могила (1627 —1647)
- Йосип III Тризна (1647 —1655/1656)
- Інокентій Ґізель (1656 —1683)
- Варлаам II Ясинський (1684 —1690)
- Мелетій Височинський (1691 —1697)
- Йоасаф (Кроковський) (1697 —1708)
- Афанасій Миславський (1708 —1714)
- Йоаникій Сенютович (1715 —1729)
- Роман Копа (1729 —1736)
- Іларіон Негребецький (1737 —1740)
- Тимофій Щербацький (1740 —1748)
- Йосиф Оранський (1748 —1751)
- Лука Білоусович (1752 —1761)
- Зосима Валкевич (1762 —1786)

## Священноархімандрити
- Самуїл Миславський (1786 —1796)
  - Калліст Стефанов (1787 —1792), намісник
  - Феофілакт Слонецький (1792 —1795), намісник
  - Ієронім Яновський (1795), намісник
- Ієрофій Малицький (1796 —1799)
  - Ієронім Яновський (1796 —1799), намісник
- Гавриїл Бенулеску-Бодоні (1799 —1803)
  - Іоїль Воскобойников (1800 —1803), намісник
- Серапіон Александровський (1803 —1822)
  - Іоїль Воскобойников (1803 —1815), намісник
  - Антоній Смирницький (1815 —1822), намісник
- Євген Болховітінов (1822 —1837)
  - Антоній Смирницький (1822 —1826), намісник
  - Авксентій Галинський (1826 —1834), намісник
- Філарет II Амфітеатров (1837 —1857)
  - Лаврентій Макаров (1844 —1852), намінсик
  - Іоанн Петін (1852 —1857), намісник
- Ісидор Нікольський (1858 —1860)
  - Іоанн Петін (1858 —1860), намісник
- Арсеній Москвін (1860 —1876)
  - Іоанн Петін (1868 —1862), намісник
- Філофей Успенський (1876 —1882)
  - Іларіон Юшенов (1878 —1882), намісник
- Платон Городецький (1882 —1891)
  - Іларіон Юшенов (1882 —1884), намісник
  - Ювеналій Половцев (1884 —1891), намісник
- Іоанникій II Руднєв (1891 —1900)
  - Ювеналій Половцев (1891 —1892), намісник
  - Сергій Ланін (1893 —1896), намісник
  - Антоній Петрушевський (1896 —1900), намісник
- Феогност Лебедєв (1900 —1903)
  - Антоній Петрушевський (1900 —1903), намісник
- Флавіан Городецький (1903 —1915)
  - Антоній Петрушевський (1903 —1909), намісник
  - Амвросій Булгаков (1909 —1915), намінсик
- Володимир Богоявленський (1915 —1918)
  - Амвросій Булгаков (1915 —1918), намісник
- Антоній II Храповицький (1918 —1920)
- Михайло Митрофанов (1921 —1925), представник Української синодальної церкви
- Климент Жеретієнко (1924 —1926)
  - Макарій Величко (1924 —1926), намісник
- Інокентій Пустинський (1925 —1929), представник Української синодальної церкви
  - Філадельф Пшеничников (1925 —1928), намісник
  - Михайло Чалий (1928 —1929), намісник
- Єрмоген Голубєв (1926 —1929)
- 1929 рік — чернечу громаду було ліквідовано
- Іоанн Соколов (1944 —1961)
  - Валерій Устименко (1942 —1947), намісник
  - Кронід Сакун (1947 —1953), намісник
  - Нестор Тугай (1953 —1961), намісник
- 1961 рік — друге закриття лаври
- Філарет Денисенко (1988 —1992)
  - Іонафан Єлецьких (1988 —1989), намісник
  - Єлевферій Диденко (1989 —1992), намісник
- Володимир Сабодан (1992 —2014)
  - Питирим Старинський (1992), намісник
  - Іпполит Хілько (1992), намісник
  - Павло Лебідь (1994 —2014), намісник
- Онуфрій Березовський (2014 —2023)
  - Павло Лебідь (2014 —2023)
- Епіфаній Думенко (2023 —на тепер)[1]
  - Авраамій (Лотиш)[2][3], намісник